# Abraxas chalcozona
Abraxas chalcozona là một loài bướm đêm trong họ Geometridae.